# Toucan
Pour les articles homonymes, voir Toucan (homonymie).
Taxons concernés
Dans la famille des Ramphastidae :
- le genre Andigena
- le genre Ramphastos
- l'espèce Pteroglossus baillonimodifier

Toucan est le nom normalisé de certains oiseaux de la famille des Ramphastidés, dans l'ordre des Piciformes, qui, avec les araçaris et des toucanets, sont aussi appelés « toucans » dans le langage courant. Ce sont des oiseaux grimpeurs de taille moyenne, caractérisés par un bec surdimensionné et vivement coloré. Cet appendice à la fois long et haut, très léger et vascularisé, leur permet de réguler leur température. Leur longue langue est adaptée à la consommation des insectes, des fruits et des graines. Ces oiseaux sont présents dans toute l'Amérique tropicale, notamment dans la forêt amazonienne.

## Étymologie
Le nom français semble être directement emprunté (1557) au tupi « tucana » qui signifierait « bec osseux »,.

## Physiologie, comportement et écologie
Les caractéristiques générales des toucans sont celles des Ramphastidés, avec des nuances pour chaque espèce : voir les articles détaillés pour plus d'informations sur leur description ou leur mode de vie.

### Caractéristiques communes
Les toucans régulent leur température grâce à leur bec. Glenn Tattersall, de l'université Brock (Canada), a trouvé un rôle à cet appendice qui représente près de la moitié de la surface corporelle de ces oiseaux. En les filmant en infrarouge, dès que la température dépasse 16 °C, le bec du toucan s'échauffe jusqu'à une dizaine de degrés supplémentaire. Dans cet organe richement vascularisé, c'est le sang qui joue le rôle de liquide de refroidissement. Les vaisseaux sanguins, contractés pour éviter la déperdition de chaleur lorsqu'il fait froid, sont dilatés et irradient de la chaleur vers l'extérieur quand la température ambiante augmente. Le phénomène est similaire à celui qui se produit dans les oreilles de l'éléphant, à la différence que la « climatisation » du toucan est quatre fois plus efficace que celle du pachyderme.
Pendant la période des amours, le mâle toucan attire les femelles en faisant une parade nuptiale très bruyante. À la naissance les oisillons sont aveugles et n'ont pas de plumage. La ponte comprend en général deux à quatre œufs que les deux adultes couvent à tour de rôle. Ils sont nourris de fruits et d'insectes. Le plumage apparait au bout d'un mois. Le départ du nid s'effectue entre 47 et 49 jours.

## Noms en français et noms scientifiques correspondants

### Noms normalisés
Liste alphabétique des noms normalisés selon la CINFO  :
Genre Ramphastos
- Toucan à bec rouge – Ramphastos tucanus
- Toucan à carène – Ramphastos sulfuratus
- Toucan à gorge citron – Ramphastos citreolaemus
- Toucan ariel – Ramphastos vitellinus
- Toucan à ventre rouge – Ramphastos dicolorus
- Toucan du Choco – Ramphastos brevis
- Toucan tocard – Ramphastos ambiguus
- Toucan toco – Ramphastos toco

Genre Andigena
- Toucan à bec noir – Andigena nigrirostris
- Toucan à capuchon – Andigena cucullata
- Toucan bleu – Andigena hypoglauca
- Toucan montagnard – Andigena laminirostris

Genre Pteroglossus
- Toucan de Baillon – Pteroglossus bailloni

Les toucans selon la Commission internationale des noms français des oiseaux
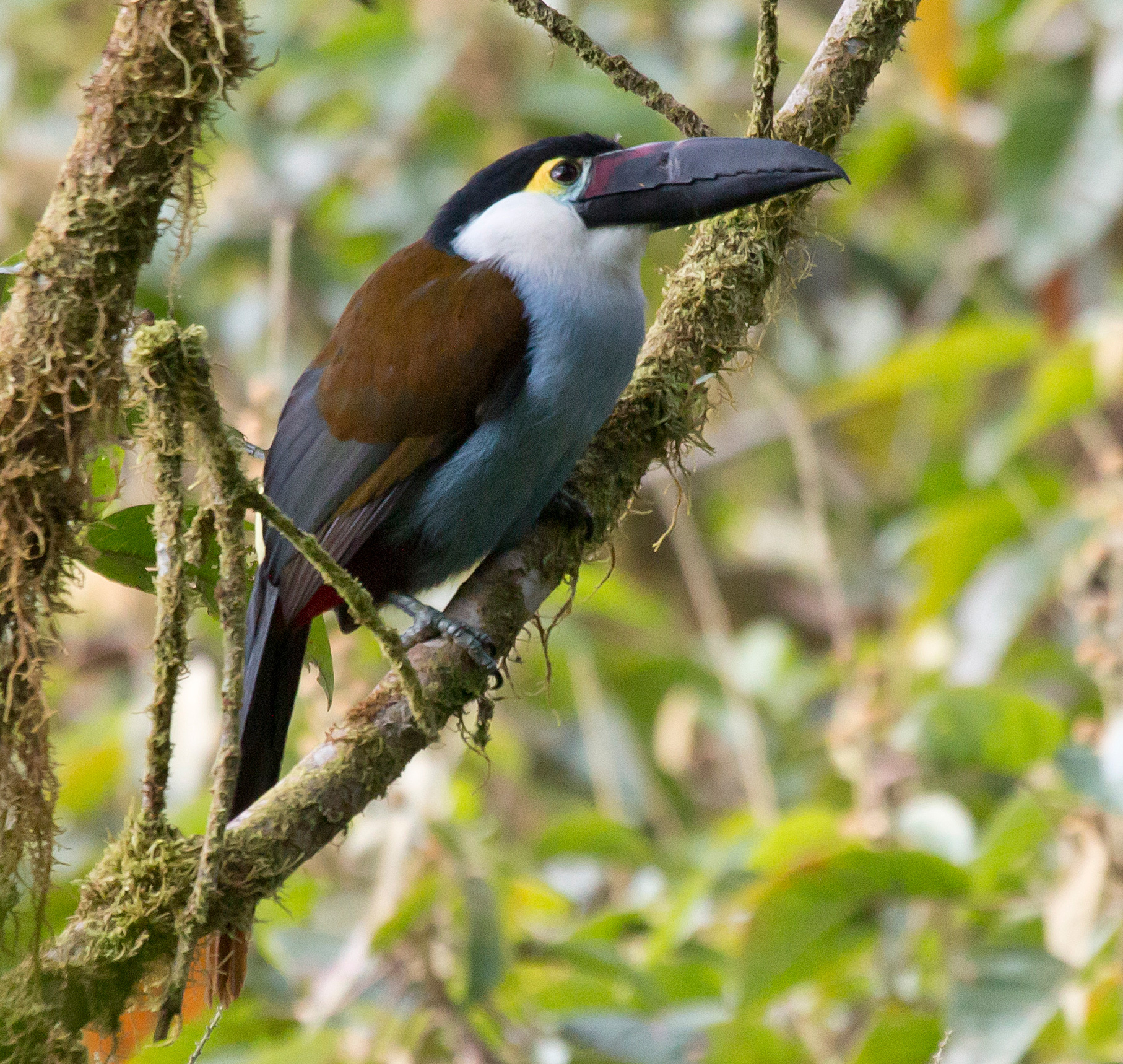
Toucan à bec noir (Andigena nigrirostris)
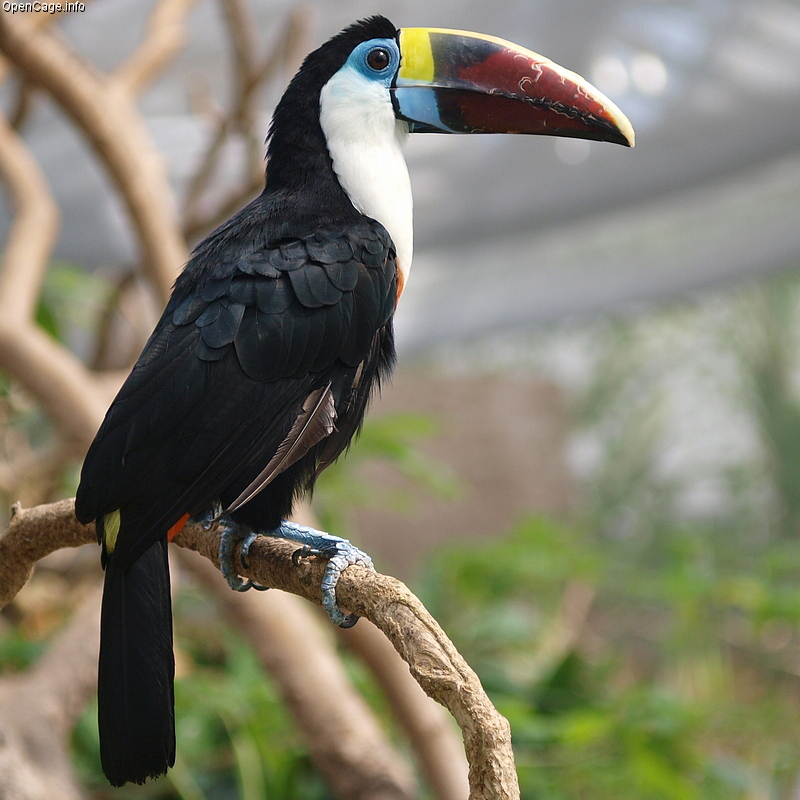
Toucan à bec rouge (Ramphastos tucanus)
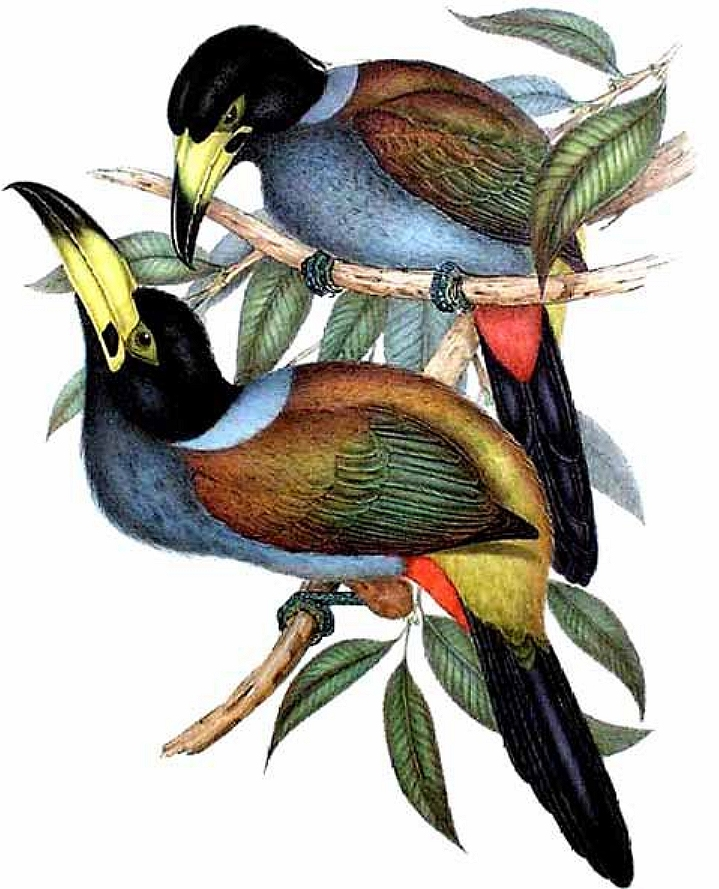
Toucan à capuchon (Andigena cucullata)
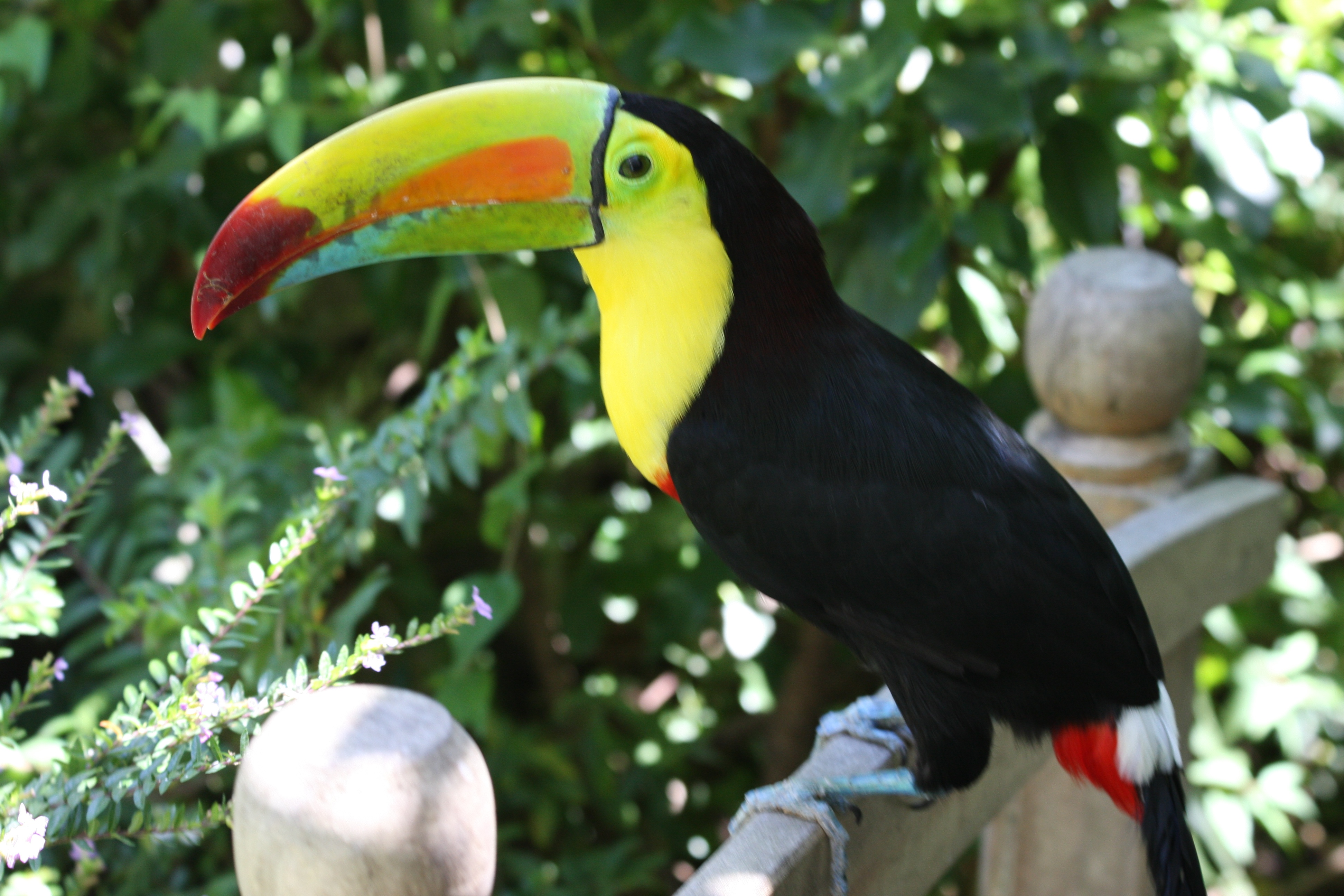
Toucan à carène (Ramphastos sulfuratus)
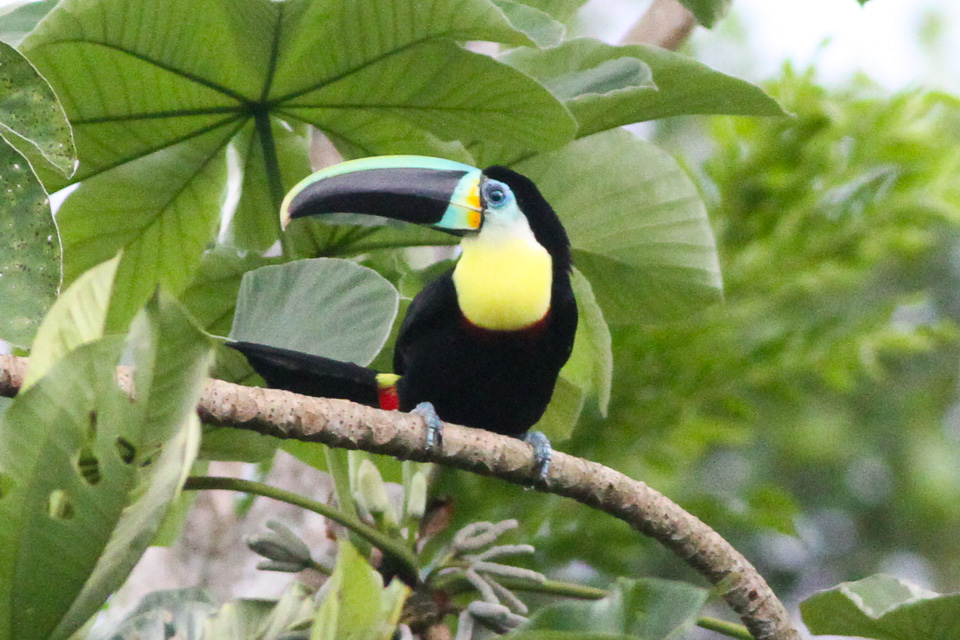
Toucan à gorge citron (Ramphastos citreolaemus)
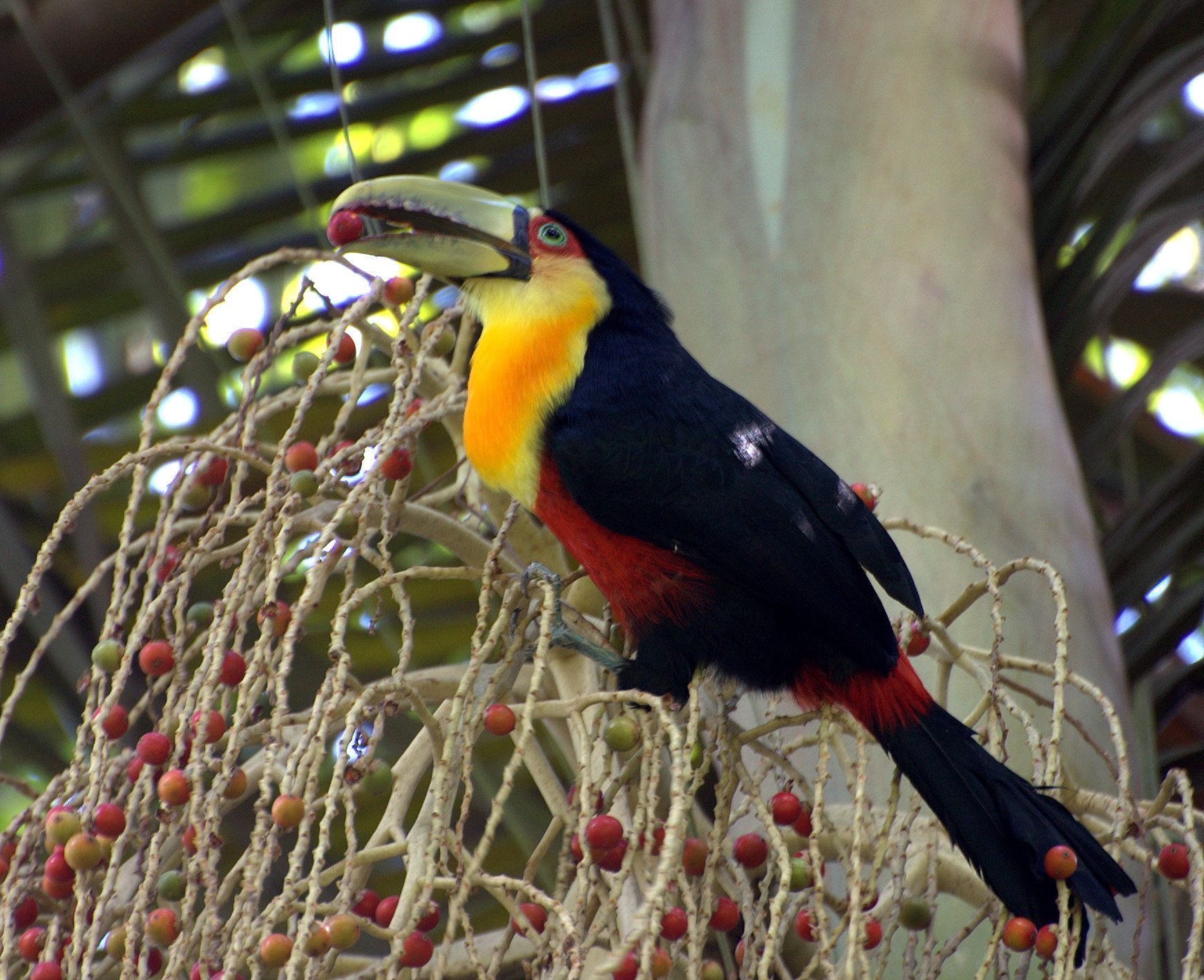
Toucan à ventre rouge (Ramphastos dicolorus)
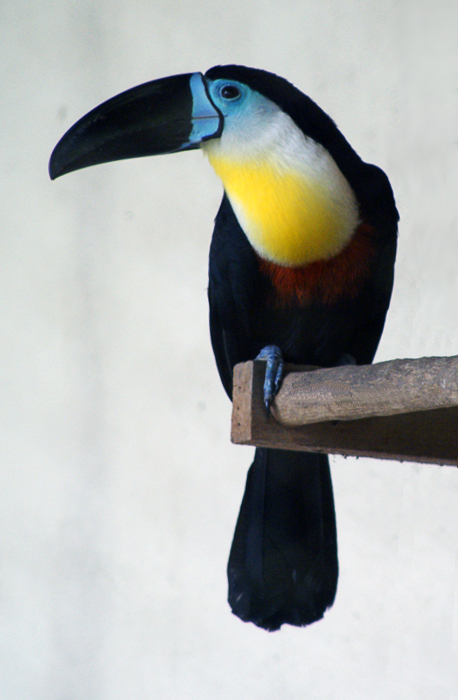
Toucan ariel (Ramphastos vitellinus)
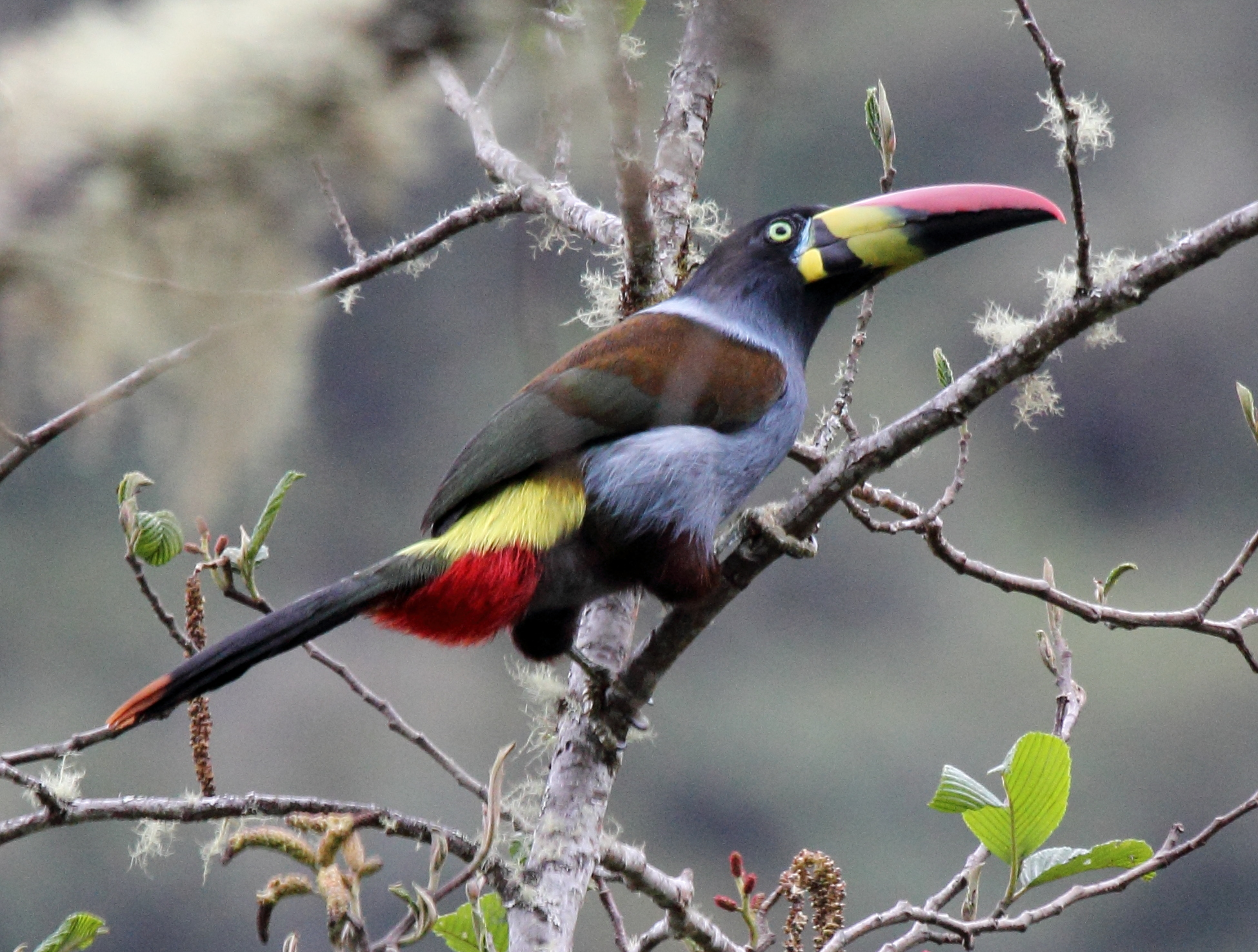
Toucan bleu (Andigena hypoglauca)
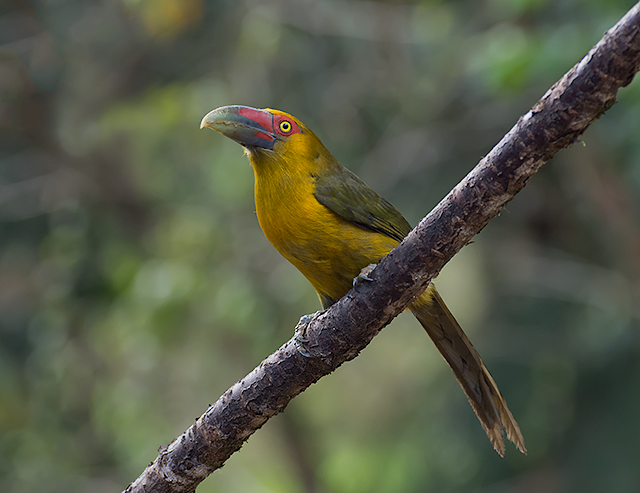
Toucan de Baillon (Pteroglossus bailloni)
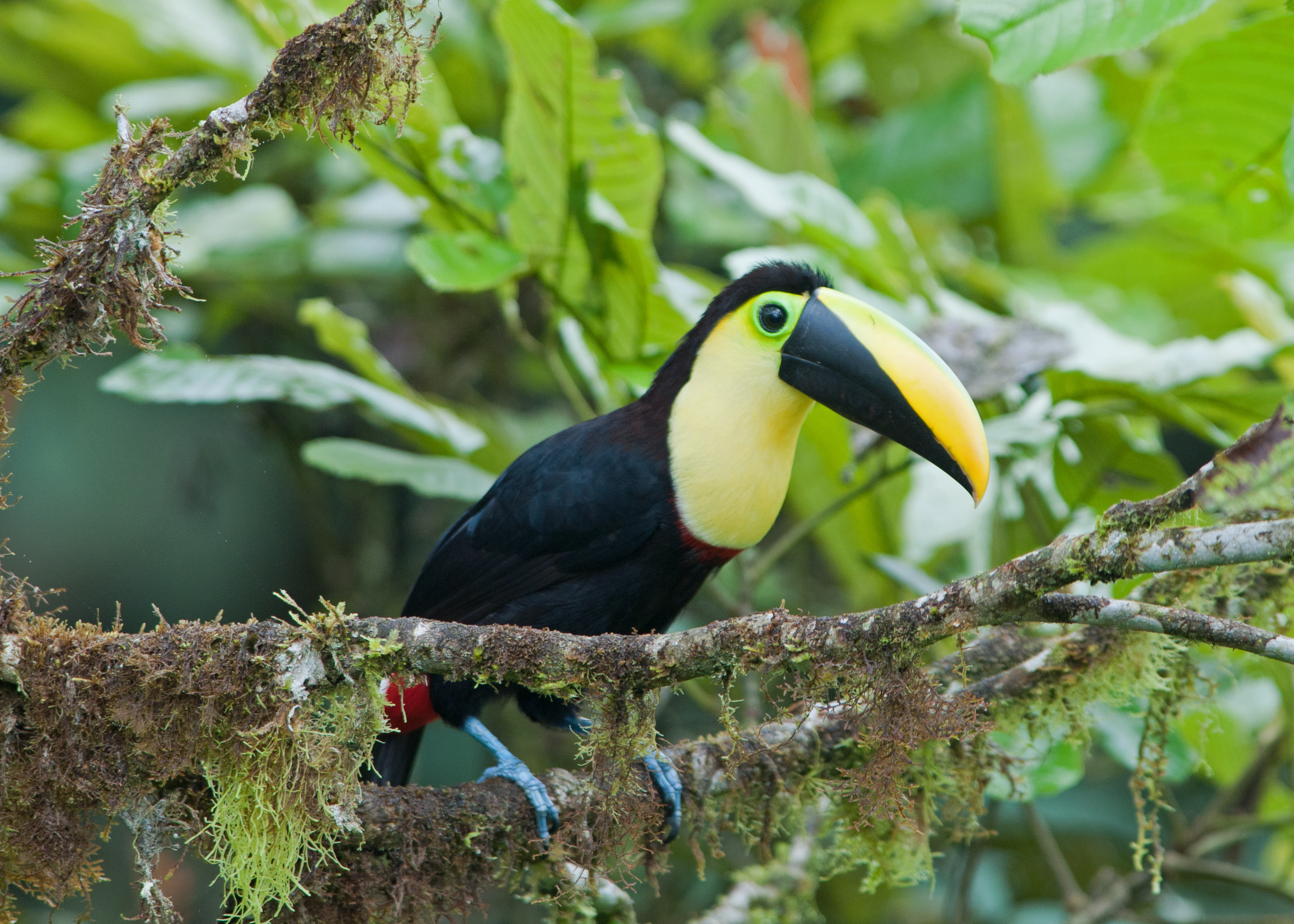
Toucan du Choco (Ramphastos brevis)
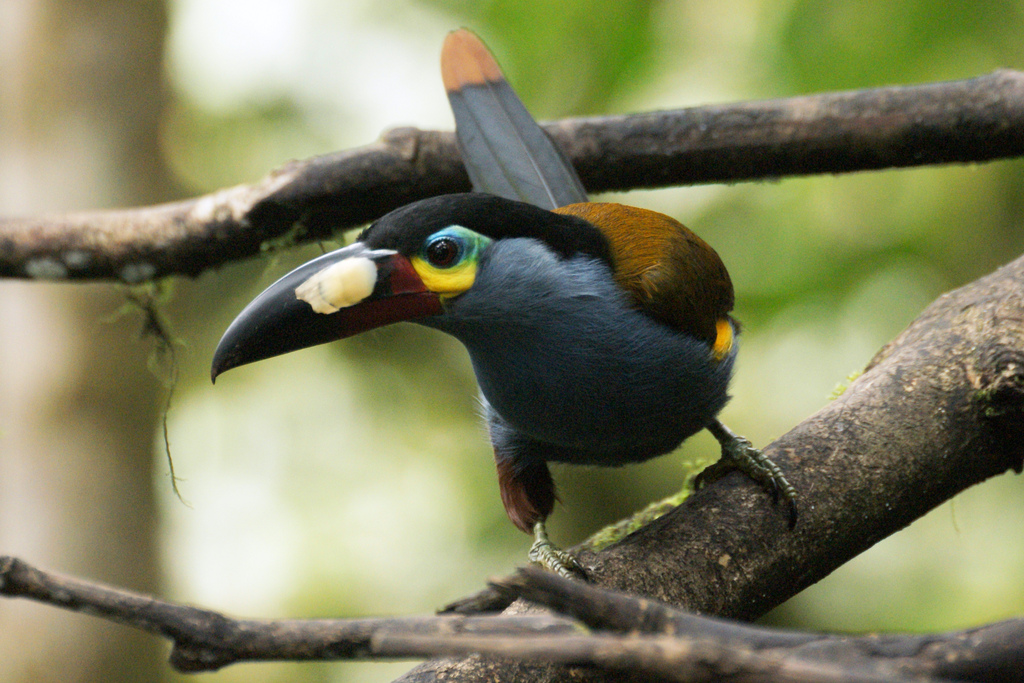
Toucan montagnard (Andigena laminirostris)
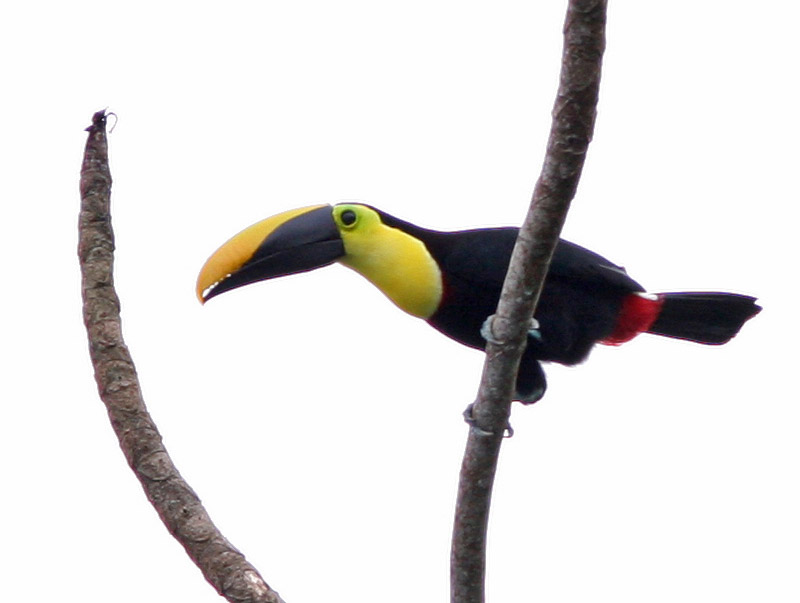
Toucan tocard (Ramphastos ambiguus)
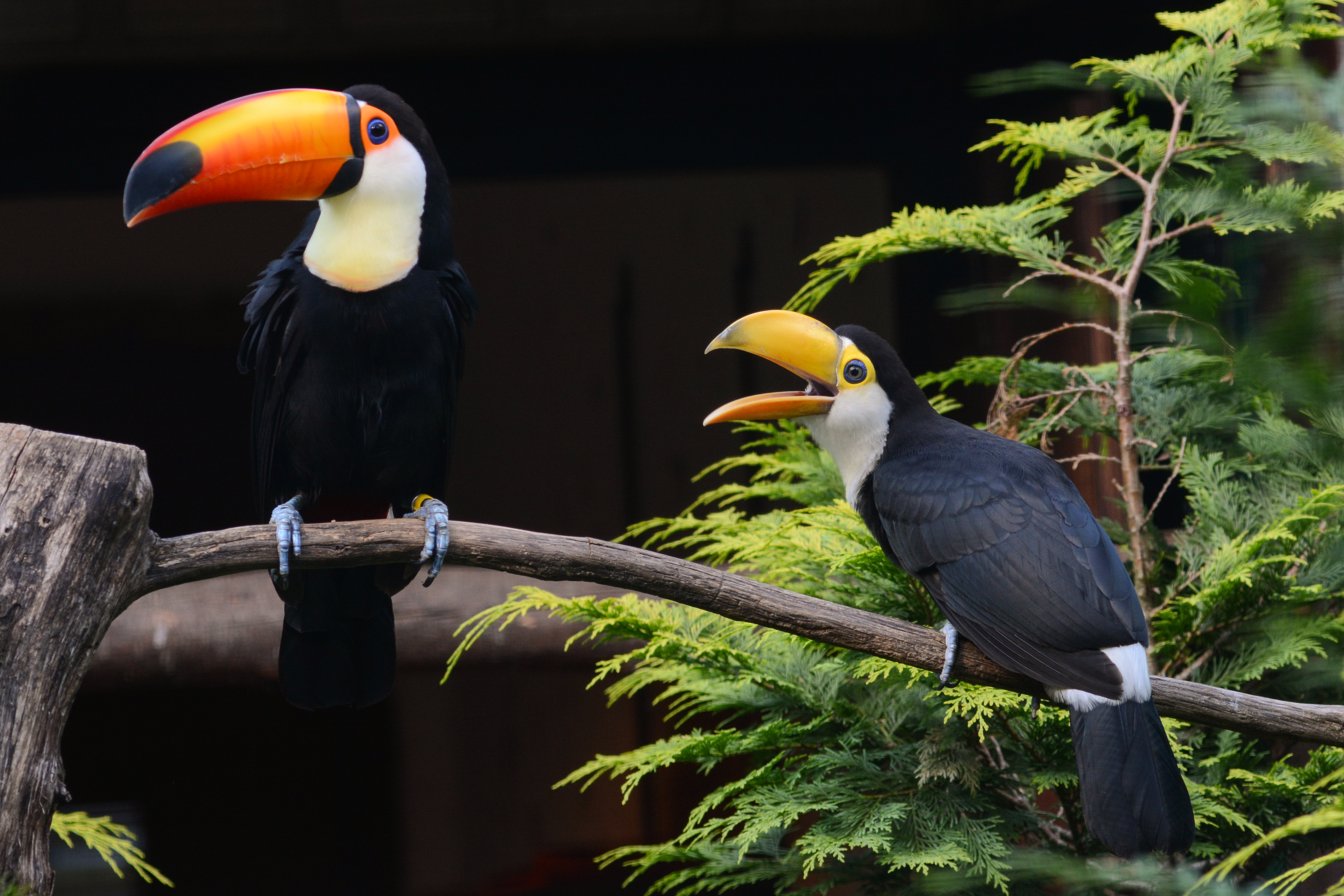
Toucan toco (Ramphastos toco)

### Noms divers
Liste alphabétique de noms vernaculaires ou de noms vulgaires, non retenus par la CINFO, dont l’usage est attesté. 

Note : Cette liste est variable selon les usages et certaines espèces ont parfois d'autres noms encore. Les classifications évoluant encore, les noms scientifiques ont peut-être un autre synonyme valide.
- Toucan à bec caréné - voir Toucan à carène[5]
- Toucan à bec orange - Ramphastos aurantiirostris[5]
- Toucan à bec rougeâtre - voir Toucan à bec rouge[6]
- Toucan à culmen jaune - Ramphastos culminatus[5] ou Ramphastos vitellinus culminatus[7]
- Toucan de Cuvier - Ramphastos cuvieri[5]
- Toucan d'Ariel - voir Toucan ariel[8]
- Toucan de Swainson - Ramphastos ambiguus swainsonii, synonyme Ramphastos swainsonii[8],[9]
- Toucan vitellin - voir Toucan ariel[10],[11]